# Tetanops myopina
Tetanops myopina är en tvåvingeart som beskrevs av Fallen 1820. Tetanops myopina ingår i släktet Tetanops och familjen fläckflugor. Arten är reproducerande i Sverige. Inga underarter finns listade i Catalogue of Life.